# داميانو ليا
داميانو ليا (بالإيطالية: Damiano Lia)‏ هو لاعب كرة قدم إيطالي في مركز ظهير، ولد في 25 نوفمبر 1997 في لنتيني في إيطاليا.

## وصلات خارجية
- داميانو ليا على موقع قاعدة بيانات كرة القدم.إي يو (الإنجليزية)
- داميانو ليا على موقع Soccerway.com (الإنجليزية)
- داميانو ليا على موقع عالم كرة القدم.نت (الإنجليزية)